# Misty Mystery
『Misty Mystery』（ミスティー・ミステリー）は、GARNET CROWの33枚目のシングル。2011年8月31日にGIZA studioから発売された。

## 概要
32ndシングル「Smiley Nation」からわずか2ヶ月でのリリース。前作同様、初回限定盤（CD＋DVD）、通常盤（CDのみ）の2形態でのリリースで、ジャケットと収録曲が異なる（通常盤のみカップリング曲が1曲追加収録される）。2形態共通の特典として着ボイスがダウンロードできるアクセスカードが封入される。
初回限定盤は、カップリング曲は「live」の1曲のみ、DVDには、「Misty Mystery」のミュージッククリップが収録される。通常盤は、カップリング曲は2曲となり、「I can't take...」が追加収録される。

## 収録曲
- 全作詞：AZUKI七 / 作曲：中村由利 / 編曲：古井弘人

### CD

#### 通常盤
1. Misty Mystery
  - 読売テレビ・日本テレビ系テレビアニメ『名探偵コナン』オープニングテーマ[1]
    - アニメ『名探偵コナン』の同年8月6日からのオープニングテーマに起用された。オープニングテーマへの起用は、「As the Dew」以来1年半ぶりで、劇場版主題歌、エンディングテーマを含めた同番組とのタイアップは、「Over Drive」より1年4ヶ月ぶり、11度目となり、本曲が最後のタイアップとなった。

  - 読売テレビ・日本テレビ系テレビアニメ『まじっく快斗』オープニングテーマ
2. live
3. I can't take...
4. Misty Mystery -Instrumental-

#### 初回限定盤
1. Misty Mystery
2. live
3. Misty Mystery -Instrumental-

### DVD
※ 初回限定盤のみ
1. Misty Mystery -Music Clip-

## 収録アルバム
Misty Mystery
- メモリーズ
- THE ONE 〜ALL SINGLES BEST〜
- THE BEST OF DETECTIVE CONAN 5 〜名探偵コナン テーマ曲集5〜

live
- メモリーズ（アルバムバージョン）
- GOODBYE LONELY 〜Bside collection〜